# Star City, Saskatchewan
Star City är en ort i Kanada.   Den ligger i provinsen Saskatchewan, i den centrala delen av landet, 2 200 km väster om huvudstaden Ottawa. Star City ligger 466 meter över havet och antalet invånare är 460.
Terrängen runt Star City är platt. Trakten runt Star City är nära nog obefolkad, med mindre än två invånare per kvadratkilometer.. Närmaste större samhälle är Melfort, 19,0 km väster om Star City.
Trakten runt Star City består till största delen av jordbruksmark.